# بنجامين بلامنفيلد
بنجامين بلامنفيلد (بالروسية: Бениамин Маркович Блюменфельд)‏ هو لاعب شطرنج بيلاروسي، ولد في 24 مايو 1884 في فاوكافيسك في روسيا البيضاء، وتوفي في 5 مارس 1947 في موسكو في روسيا.

## وصلات خارجية
- بنجامين بلامنفيلد على موقع مباريات الشطرنج (الإنجليزية)
- بنجامين بلامنفيلد على موقع 365Chess.com (الإنجليزية)
- بنجامين بلامنفيلد على موقع Chesstempo.com (الإنجليزية)